# Ben Johnson (athlétisme)
Pour les articles homonymes, voir Johnson et Ben Johnson.
Benjamin Sinclair Johnson Junior, dit Ben Johnson est un sprinteur canadien, spécialiste du 100 m, né le 30 décembre 1961 à Falmouth en Jamaïque, dans la paroisse laïque de Trelawny.
Il est surtout connu pour avoir été reconnu coupable de dopage aux stéroïdes après sa victoire sur 100 m lors des Jeux olympiques de Séoul en 1988.

## Biographie

### Jeunesse et débuts
Ben Johnson naît le 30 décembre 1961 en Jamaïque. Il pèse seulement 1,5kg à la naissance et ses chances de survie sont faibles.
Quand il a dix ans, sa mère déménage au Canada, à Scarborough en Ontario, tandis que la famille reste en Jamaïque.
Ben Johnson et ses frères la rejoignent quand il a 15 ans. Son père reste à Falmouth[réf. souhaitée].

### Débuts sous Charlie Francis
Quand il a seize ans, il rencontre l’entraîneur de l'Université York, Charlie Francis (en), ancien champion du Canada du 100 mètres. Francis entraîne le club de Scarborough, que Ben Johnson intègre aux côtés de Desai Williams. Francis est plus tard nommé à la tête de l'équipe olympique du Canada de sprint.
Il intègre l'équipe du Canada en 1980, qui ne participe pas aux Jeux olympiques de Moscou du fait du boycott des Jeux olympiques de 1980[réf. nécessaire].
Charlie Francis dit plusieurs fois à Ben Johnson que « tu triches si tu es le seul à le faire », sous-entendant que si « tout le monde » se dope, alors ce n'est pas un choix dangereux. Johnson raconte avoir accepté de se doper à partir de 1981. Deux ans plus tard, le médecin Jamie Astaphan rejoint son entourage et commence à le fournir en stéroïdes anabolisants, voulant suivre le modèle bulgare.
Il remporte sa première médaille internationale aux Jeux du Commonwealth de 1982, où il termine deuxième du 100 mètres en 10 s 05, entre les Écossais Allan Wells et Cameron Sharp, dans une course avec un vent fort favorable de 5,9 m/s[réf. nécessaire].
Aux premiers championnats du monde d'athlétisme, en 1983, Johnson atteint la finale et se place sixième de la distance en 10 s 44.

### Carrière sportive (1984 à 1988)
Aux Jeux olympiques de Los Angeles, Ben Johnson termine troisième du 100 mètres en 10 s 22 derrière Carl Lewis et Sam Graddy, après avoir concédé un faux départ. Il remporte une seconde médaille de bronze olympique avec le relais canadien composé de Tony Sharpe, Desai Williams et Sterling Hinds[réf. nécessaire].
Il bat le record du Canada de Desai Williams le 22 août 1984 lors du meeting de Zürich, le passant de 10 s 17 à 10 s 12[réf. nécessaire].
En 1985, Johnson bat pour la première fois Carl Lewis. L'année suivante, il bat à nouveau Lewis au 100 mètres et fixe un nouveau record du monde du 60 mètres en 6 s 50. Carl Lewis l'accuse à répétition de se doper, un témoignage corroboré par Mike Dwyer, athlète canadien qui quitte l'équipe de Toronto en accusant le dopage d'avoir pris des « proportions épidémiques », et d'Atlee Mahorn.
Il devient champion du monde aux mondiaux de Rome en 1987, établissant un nouveau record du monde en 9,83 s (le précédent record de Calvin Smith était en 9,93 s), et finissant un dixième de seconde devant Lewis. Lewis l'accuse d'abord d'avoir fait un faux départ, ce qui est n'est pas confirmé. Il fait plusieurs interviews où il accuse Johnson de se doper, parmi d'autres, disant « Il y a des médaillés d'or qui prennent des produits dopants. On se souviendra de cette course de nombreuses années, pour plein de raisons » à la BBC. Johnson ne s'exprime pas face aux médias.
À Toronto, Ben Johnson devient une star : un « Ben Johnson's day » est décrété dans la ville, il est décoré de l'Ordre du Canada et récompensé deux fois par le trophée Lou-Marsh du sportif canadien de l'année, en plus de changer de sponsor, passant d'Adidas à Diadora avec une forte revalorisation de son contrat.

### Jeux olympiques et scandale de dopage

#### Jeux olympiques de 1988
Début 1988, Carl Lewis annonce que « Les Jeux, c'est mon domaine » et qu'il est le seul à encore pouvoir battre Ben Johnson aux Jeux olympiques qui arrivent. Fin mai, Johnson part chez le docteur Astaphan, à Saint-Christophe-et-Niévès, contre l'avis de Charlie Francis pour se faire soigner après deux blessures aux adducteurs en début d'année. Le 17 août, au Weltklasse Zurich, Lewis bat Johnson pour la première fois depuis 3 ans ; Johnson perd à Cologne quatre jours plus tard malgré l'absence de Lewis.
C'est bien Ben Johnson qui gagne la finale du 100 mètres masculin en 9,79 s, devant Carl Lewis. Il finit la course le bras levé, regardant en direction de Lewis.

#### Dopage
Après la course, le premier, le deuxième et le quatrième de la finale voient leurs échantillons d'urine, anonymisés, testés par les instances antidopage. Un des trois échantillons est positif au stanozolol, un stéroïde anabolisant dérivé de la testostérone. Le 25 septembre, le CIO est prévenu et l'identité de l'athlète est dévoilée à la délégation canadienne. Le lundi suivant, un second échantillon de Ben Johnson est positif. Juan Antonio Samaranch se montre si inquiet que son vice-président, le Canadien Dick Pound, lui demande si quelqu'un est mort − il répond « C'est pire que ça, Johnson est positif ». Pound se rend à l'hôtel de Ben Johnson pour lui parler et assure sa défense dans un premier temps.
Trois jours après la finale, le 27 septembre 1988, Carl Lewis est sacré champion olympique du 100 mètres. Un peu plus tard, il récupère son record du monde en 9 s 92 et son titre de champion du monde de l'année précédente. Quinze ans plus tard, il s'avère que l'équipe nationale américaine a aussi caché un test antidopage positif de Lewis pendant les sélections nationales.
Johnson rentre au Canada en niant fermement avoir pris des produits dopants ; de son côté, Charlie Francis argumente que tout le monde se dope, et que Johnson prend du furazabol, ne tolérant pas le stanozolol pourtant retrouvé dans ses urines.
Un proche de Carl Lewis, Andre Jackson, est présent dans la salle de contrôle antidopage au moment où Ben Johnson fait son test. Il est scrutateur, c'est-à-dire qu'il tient un appareil photo et observe le don d'échantillon de Johnson au cas où il tenterait d'y glisser un produit masquant. Ben Johnson raconte plus tard avoir demandé une bière à Jackson, et que ce dernier y aurait mis des produits interdits,. Il accuse aussi Adidas de l'avoir saboté pour le punir de son changement d'équipementier,.
Suspendu deux ans, il ne revient jamais au plus haut niveau mondial.

#### Commission Dubin
En 1989, Ben Johnson, Charlie Francis, Jamie Astaphan et 116 autres personnes sont auditionnées pour témoigner la commission Dubin, mise sur pied pour enquêter sur le dopage au Canada. Johnson reconnaît alors prendre des stéroïdes depuis huit ans, mais continue à affirmer qu'il a arrêté les stéroïdes six semaines avant les Jeux olympiques et que les drogues retrouvées dans son échantillon d'urine ne correspondent ni à cette pause, ni aux quantités qu'il prend. Le juge Charles Dubin statue que Johnson n'a pas été victime de sabotage ; la commission Dubin pousse le Canada à revoir ses règles antidopage.

### Retour à la compétition et expérience d'entraîneur
En 1989, une station de télévision japonaise propose 12 millions de dollars à Carl Lewis et à Ben Johnson pour s'affronter sur une course. La fédération internationale d'athlétisme s'y oppose.
Ben Johnson tente un retour en 1991. Aux Championnats du monde en salle, il termine quatrième du 60 mètres. Il ne se qualifie pas pour le 100 mètres des Championnats du monde à Tokyo, mais fait partie de l'équipe canadienne du 4 × 100 mètres. Avec Mike Dwyer, Cyprian Enweani et Peter Ogilvie, ils battent le record national lors des demi-finales. En finale, le quatuor termine huitième de la course[réf. nécessaire].
En 1992, il n'atteint que les demi-finales aux JO de Barcelone. Il est à nouveau reconnu positif à Montréal et Grenoble en 1993. L'IAAF le bannit alors à vie,. Le ministre des sports canadien, Pierre Cadieux, lui recommande alors de partir en Jamaïque.
Son record, invalidé, sera battu en 2002 par Tim Montgomery en 9 s 78 au stade Charléty de Paris. Cependant, on apprit plus tard que celui-ci était également dopé et ce record fut lui aussi invalidé. C'est finalement Asafa Powell qui battra son temps le 14 juin 2005, avec 9 s 77.
En 1994, il est brièvement chargé de l'entraînement de Diego Maradona[réf. nécessaire].
En février 1999, il est autorisé à refaire du sport, hors athlétisme, à condition de passer des tests antidopage réguliers. Il est à nouveau contrôlé positif en novembre. La même année, il est engagé par le dirigeant libyen Mouammar Khadafi comme préparateur physique de son fils, Al-Saadi, qui venait de rejoindre le club italien de Pérouse alors en Série A. Mais celui-ci ne disputera qu'un seul match, évoluant durant 15 minutes contre la Juventus, le reste du temps étant au mieux sur le banc des remplaçants avant d'être à son tour contrôlé positif. Quant à Ben Johnson, il se fera dérober, dans une rue de Rome, la valise contenant sa paie de préparateur physique[réf. nécessaire].

## Palmarès

### Jeux olympiques
- Jeux olympiques d'été de 1984 à Los Angeles ( États-Unis)
  -  Médaille de bronze sur 100 m
  -  Médaille de bronze en relais 4 × 100 m

### Championnats du monde en salle
- 1985 à Paris ( France)
  -  Médaille d'or sur 60 m

## Distinctions
- Trophée Lou Marsh en 1986 et 1987
- Trophée Lionel Conacher en 1986 et 1987
- Trophée Track and Field de l'athlète de l'année en 1987[5]
- Membre de l'Ordre du Canada, investi le 29 avril 1987[6]
- Canadian Newsmaker of the Year (en) en 1988